# Кастрат (муниципалитет)
Кастрат — бывший муниципалитет в области Шкодер на северо-западе Албании. В результате реформы местного самоуправления 2015 года был включён в состав муниципалитета Малези и Мадхе. Население, согласно переписи 2011 года, составляло 6883 человек.

## Поселения
Муниципалитет включал 12 населенных пунктов, из которых Байза имеет статус города.
1. Маршей
2. Байза
3. Братош
4. Горай
5. Градец
6. Хот
7. Иванай
8. Йеран
9. Кастрат
10. Пьетрошан
11. Ррапше
12. Вукпалай
13. Ррогом